# Friedrich Benjamin Osiander

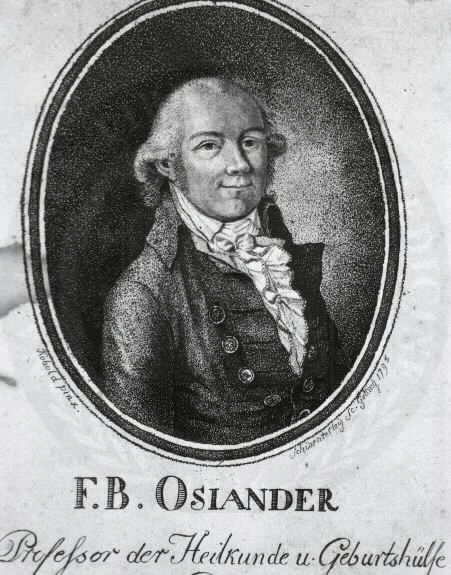
Friedrich Benjamin Osiander

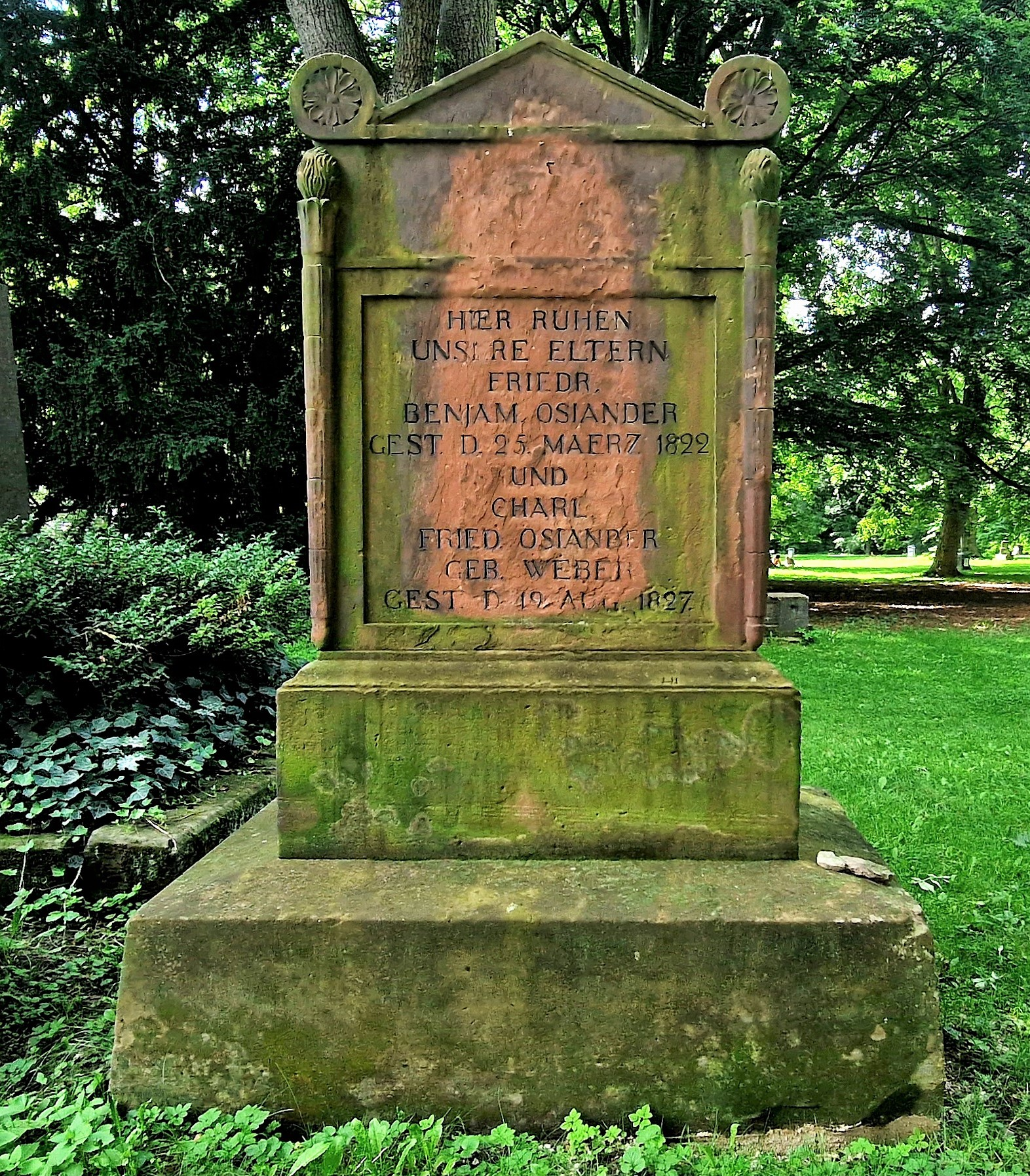
Grabstein Friedrich Benjamin Osiander und seiner Frau auf dem Historischen Albani-Friedhof zu Göttingen

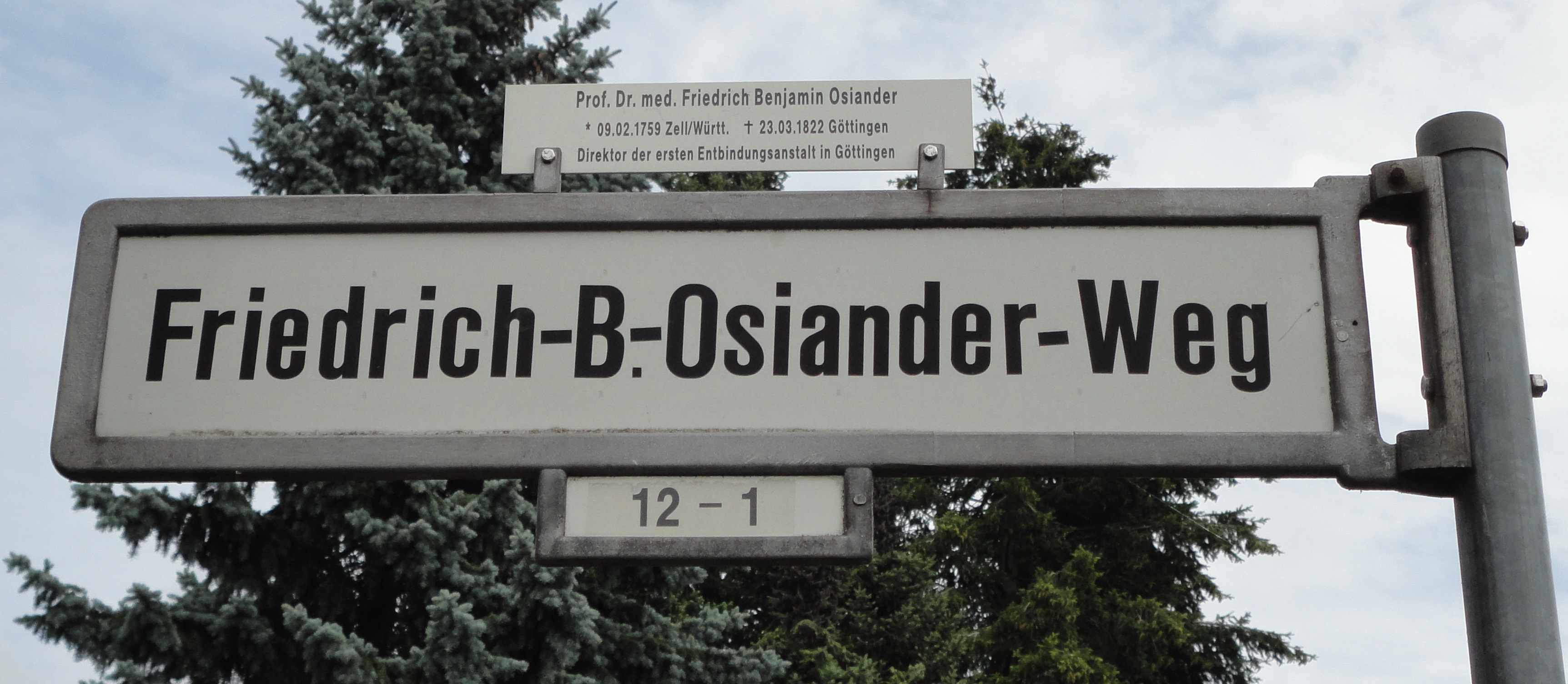
Göttingen-Weende, Friedrich-Benjamin-Osiander-Weg

Friedrich Benjamin Osiander (* 9. Februar 1759 in Zell unter Aichelberg/Oberamt Kirchheim; † 25. März 1822 in Göttingen) war ein deutscher Arzt und Geburtshelfer sowie ab 1792 Professor der Geburtshilfe in Göttingen.

## Leben
Der Sohn des Pfarrers Johann Rudolf Osiander (1717–1801) hatte die Schulen in Kirchheim unter Teck und 1773–75 die evangelische Klosterschule in Denkendorf (Württemberg) besucht. Ab 1776 studierte er Medizin an der Universität Tübingen und promovierte dort 1779 mit einer Dissertation über die Heilquelle von Owen mit De fonte medicato Owensi (Tübingen 1779) zum Doktor der Medizin. Danach ging er ein halbes Jahr nach Straßburg, um sich praktisch fortzubilden, u. a. in Geburtshilfe. Anschließend ließ er sich 1779 als Arzt und Geburtshelfer in Kirchheim unter Teck nieder. Ein Mäzen ermöglichte ihm 1781/82 einen Fortbildungsaufenthalt beim Hofrat G. W. Stein an der Entbindungsanstalt in Kassel. Dort sammelte er umfangreiche Erfahrungen in der Geburtshilfe und lernte die Geburtszange anzuwenden. Danach setzte er seine Praxis in Kirchheim unter Teck fort. 1787 trat er als medizinischer Autor hervor mit dem Buch Beobachtungen, Abhandlungen und Nachrichten, welche vorzüglich Krankheiten der Frauenzimmer und Kinder und die Entbindungswissenschaft betreffen (Tübingen 1787).
Von 1792 bis zu seinem Tod 1822 war Osiander Professor der Medizin und Direktor des Entbindungshospitals (Accouchierhaus) in Göttingen. 1804 wurde er zum ordentlichen Mitglied der Göttinger Akademie der Wissenschaften gewählt. 1805 wurde er zum Hofrat ernannt. Osiander war als Autor, Lehrer und Praktiker einer der profiliertesten deutschen Geburtshelfer seiner Zeit. Er trat als Vorkämpfer der operativen Geburtshilfe und entschiedener Befürworter der Geburtszange auf; dagegen lehnte er Operationen ab, die das Leben des Kindes opferten, um die Mutter zu retten. Unter Osianders Leitung wurden im Göttinger Entbindungshospital 40 % aller Entbindungen mit der Zange durchgeführt. Damit war er Gegenspieler von Johann Lukas Boër in Wien, der sich für eine „natürliche Geburtshilfe“ einsetzte.
Nach Osianders Tod vertrat ihn kurzfristig sein Sohn Johann Friedrich Osiander in der Leitung des Göttinger Entbindungshospitals. Nachfolger wurde 1823 Caspar Julius Mende.
Zu Osianders Schülern gehörten unter anderem der Chirurg Georg Anton Markard und der Gynäkologe und Geburtshelfer Adam Elias von Siebold.

## Familie
Osiander heiratete am 26. Januar 1786 in Kirchheim unter Teck Friederike Charlotte Weber (22. Juli 1765 – 19. August 1827), die Tochter des Bürgermeisters von Cannstatt Johann David Weber. In der Ehe wurden vier Kinder geboren:
- Johann Friedrich Osiander (* 2. Februar 1787 in Kirchheim unter Teck; † 10. Februar 1855 in Göttingen), Prof. der Medizin in Göttingen
- Christian Friedrich Osiander (* 22. Februar 1789 in Kirchheim unter Teck; † 24. September 1839 in Tübingen) Buchhändler in Tübingen, verh. in Tübingen am 2. Mai 1813 mit Caroline, Tochter des Tübinger Buchhändlers Jacob Friedrich Heerbrandt
- Christiane Friederike Osiander (* 27. Januar 1793), verh. 1815 mit dem Juristen Sophus Schmidt
- Tullia Luise Osiander (* 30. Juni 1795 in Göttingen); ⚭ Adolph Franz Anton von Gerhardt

## Schriften (Auswahl)
- Abhandlung von dem Nutzen und der Bequemlichkeit eines Steinischen Geburtsstuhls; Geburtshelfern, Hebammen und Gebährenden zur Belehrung. Tübingen 1790 (eigentl. 1789) Mit 2 Kupf.
- Prog. De causa insertionis placentae in uteri orificium, ex novis circa generationem humanam observationibus et hypothesibus declarata. Göttingen 1792
- Prog. Das Neueste aus meiner Göttingischen Praxis. Göttingen 1793
- Abhandlung über das vortheilhafteste Aufbewahren thierischer Körper in Weingeist. Mit Zusätzen vom Hrn. Hofrath Soemmerring. Göttingen 1793
- Denkwürdigkeiten. für die Heilkunde und Geburtshülfe, aus den Tagebüchern der königlichen praktischen Anstalten zu Erlernung dieser Wissenschaften in Göttingen ausgehoben. Bd. 1, Teil 1 – 2. Mit Kupfern, Göttingen 1794, Bd. 2, Teil 1 – 2. Mit 8 Kupfern, Göttingen 1795
- Krankengeschichte einer Frauensperson, welche verschiedene Insekten, Larven und Würmer durch Erbrechen und Stuhlgang von sich gab. Aus dem ersten Bande seiner Denkwürdigkeiten für die Heilkunde ausgehoben. Mit einem Kupfer, Göttingen 1794
- Kurze Uebersicht der Vorfälle in dem königl. Entbindungshospital auf der Georg-Augustus-Universität zu Göttingen von 1. Oktober 1794 bis den 23. März 1795, am Schlusse des Winterhalbenjahres seinen Zuhörern zum Andenken mitgetheilt. Göttingen 1795
- Tabellarisches Verzeichnis aller in der königl. Entbindungsanstalt zu Göttingen seit ihrer Einrichtung am Ende des Jahrs 1751 bis zum Ende des Jahres 1762 vorgefallenen Geburten, nebst ihrem Erfolg für Mutter und Kind. Ausgezogen aus den Tagebüchern des seel. Prof. Roederer. Göttingen 1795
- Lehrbuch der Hebammenkunst sowohl zum Unterricht angehender Hebammen als zum Lesebuch für jede Mutter. Göttingen 1796, Mit 2 Kupfertafeln.
- Kurze Nachricht von der Entstehung und Einrichtung der Gesellschaft von Freunden der Entbindungswissenschaft. Göttingen 1796
- Erinnerungen an Polizeyen, Aerzte und Hausväter Viehseuchen betreffend zur Verhütung nachtheiliger Folgen für die Menschen, zur Verwahrung des gefundenen und Rettung des kranken Viehes. Göttingen 1796
- Ist es räthlich, den Wasserkopf zu öffnen oder nicht? In: Elbens Schwäbische Chronik 1788
- Geschichte einer Harnverhaltung von scirrhöser Vorhaut. In: Museum der Heilkunde Bd. 2 1794
- Historia partus nanae, versionis negotio a fostu vivo feliciter liberatae, in concessu artis obstetriciae amantium praslecta d. 18. Febr. 1797. Göttingen 1797
- Neue Denkwürdigkeiten für Ärzte und Geburtshelfer. Bd. 1, Teil 1. Mit 4 Kupfern, Göttingen 1797; Teil 2. Mit Kupfern, Göttingen 1798
- Lehrbuch der Entbindungskunst. 1. Teil: Litterarische und pragmatische Geschichte dieser Kunst. Göttingen 1799
- Annalen der Entbindungs-Lehranstalt auf der Universität zu Göttingen; nebst einer Anzeige und Beurtheilung neuer Schriften für Geburtshelfer. 2 Bände in 4, Göttingen 1800–1804
- Grundriss der Entbindungskunst, zum Leitfaden bei seinen Vorlesungen, 2 Bände, Göttingen 1802.
- Merkwürdige Geschichte einer seltenen Hodengeschwulst. In: Arnemanns Magazin für die Wundarzneywissenschaft 1798
- Urtheil über die vorgebliche leichte Möglichkeit der Blatternausrottung in Europa; nebst einer Erinnerung an die Aerzte der gegenwärtigen Zeit, und der Uebersetzung eines französischcn Briefes von Voltaire über diesen Gegenstand, zur Beherzigung der an Ausführbarkeit der Ausrottung Glaubenden und Nichtglaubenden. In: Hannoversches Magazin 1798, St. 78 u. 79
- Von dem officinellen Fieberrinden Baum und den andern Arten desselben, die neuerlich Hippolytus Ruiz entdeckte und beschrieb; zuerst aus dem Spanischen ins Italienische und aus diesem ins Teutsche übersetzt. Göttingen 1794
- Zweyte Nachrieht von den Verhandlungen der Gesellschaft von Freunden der Entbindungskunst zu Göttingen, vom April 1796 bis dahin 1798. Göttingen 1798
- Nachricht von der Entstehung und dem gegenwärtigen Zustande des Boller Bades. In: Schwäbische Chronik 1786
- Ueber die Ursache des starken Zusammenhanges und der langen Dauer des Tecker Schlaffes. In: Hausleutner's Schwäbischen Archiv 1789. St 3, S. 372.
- Nachricht von dem Alter und den Mahlereyen der Kirche zu Weilheim, einer Würtemberg. Landstadt. In: Hausleutner's Schwäbischen Archiv 1792
- Ueber die künstliche Wegnehmung der, nach einem Abortus, in der Gebährmutter zurück gebliebenen Theile des Mutterkuchens, nebst einer Abbildung. In: Loder's Journal für die Chirurgie u. s. w. u. f. w. 1798
- Verlauf der mittelst Blasenpflaster geimpften Kuhpocken. Nach eigner Beobachtung und Zeichnung vorgestellt in einer aufs genauste... Göttingen 1802
- Epigrammata in complures musei anatomici res, quae versuum amore ductus fecit. Göttingen 1807
- Wie können Palläste, Schlösser und Schauspielhäuser am besten gegen Feuersgefahr geschützt, und Feuersbrünste überhaupt vermieden werden? beantwortet u. s. w. Göttingen 1812
- Ueber den Selbstmord, seine Ursachen, Arten, medicinisch- gerichtliche Untersuchung, und die Mittel gegen denselben. Eine Schrift sowohl für Polizey- und Juftitz-Beamte, als für gebildete Aerzte und Wundärzte, für Psychologen und Volkslehrer. Hannover 1813 (Volltext in der Google-Buchsuche)
- Uebersicht der Ereignisse in der Entbindungslehranstalt im Jahr 1815; dargestellt in einer Rede an seine Zuhörer am 4 Januar 1816. Göttingen 1816
- Ueber die Entwickelungskrankheiten in den Blüthenjahren des weiblichen Geschlechts. 1. Teil, enthält die seltenen und wunderbaren Geistes- und Leibes-Zufälle in diesem Alter. Göttingen 1817, 2. Teil, von der medicinischen und psychologischen Behandlung dieser Krankheiten. Tübingen 1818, 2. vermehrte Auflage. Tübingen 1820. 2 Bde.
- Handbuch der Entbindungskunft. 1. Bd. 1. Abteilung Tübingen 1818 2. Abteil. 1819. 2. Bd., 1. Abteil. 1820. 2. Abteil. 1822
- Abbildungen und Darstellungen in Kupferstichen zur Erläuterung der Lehre der Entbindungskunft nach dem Handbuch. 1. Heft, mit 4 Kupfert. Tübingen 1818
- Das lieblichste Bild der Unschuld, beschrieben für Freunde der bildenden Künste. Göttingen 1819
- Die Geschichte der schönen Venetianerin und ihres Bildes. Göttingen 1819
- Amor der Blumenräuber, ein Oelgemälde. Göttingen 1819
- Achill unter den Töchtern des Lykomedes, ein Oelgemälde. Göttingen 1819
- Einfache Erzählung der Veranlassung zu seiner Reise nach Leipzig im December 1820 und der daselbst verrichteten chirurgischen Operationen. Tübingen 1820
- Geburtsstelle, oder Beschreibung und Abbildung eines Geburtsgestells, welches nach dem in dem Handbuche Osianders dargelegten Grundsätzen eingerichtet, von ihm erfunden und durch eigenen und andern vieljährigen Gebrauch erprobt ist. Mit 2 Abbildungen, Tübingen 1821
- Geschichte einer Harnverhaltung von scirrhöser Vorhaut mit ihren Folgen und ihrer Heilung, Durch Zeichnungen nach der Natur erläutert, mit einem selbsterfundenen Harnrecipienten zum Gebrauch derer, die den Harn nicht halten können, begleitet. In: Museum der Heilkunde Bd. 2. (Zürich 1794). S. 1–19.
- Heilung des Mutterkrebses und krankhafter Auswüchse aus der Gebärmutter durch den Schnitt. In: Reichsanzeiger 1803, Nr. .. und Hufelands Journal für prakt. Heilkunde Bd. 16, St. 3, S. 133–135 (Digitalisat)
- De instrumentis et machinis ad pernoscendam optimam aeque ac vitiosam pelvis muliebris formam et inclinationem facientibus, ab ipso inventis multoque usu comprobatis, commentatio illustra adumbrationibus cum Tab. Aen. VII. In: Commentationibus recentior. Societ. reg. scient. Vol. I, Göttingen, S. 1–24.
- Nova methodus instituendi vivente femina ventris gravidi incisionem, ab ipso inventa et bis peracta, adjectis observationum una cum descriptione staterae portatilis ad examinandum infantum neonatorum pondus nuper inventae. Vol. III, Göttingen, S. 25–61.
- De carbone ligneo, summo ad arcendam metallorum oxydationem remedio, novo ac certissimo esperimento comprovato. Vol. IV, Göttingen, S. 89 ff.
- De homine, quomodo formetur, continnatae observationes, spectantes inprimis epidermidem, cutem et piles fetuum. Göttingen, S. 109 ff.
- Ueber den Schwanzwurm der Kühe. In: Hannoversches Magazin 1804, St. 32
- Noch ein Abschluss über die älters Zigeunergeschichte, aus einem lateinischen Schriftsteller. Hannoversches Magazin, S. 84.
- Umständliche Nachricht von einer vollkommenen Frucht in dem Leichnam eines Knaben, mit erläuternden Anmerkungen. Hannoversches Magazin St. 88
- Ueber D. Galls Schädellehre und Vorlesungen in Göttingen. Hannoversches Magazin 1805. St. 60. 83. 85–90.
- Beantwortung der Frage: Hat man Beweise und Erfahrungen, dass im Handel den Weinen oder einigen Sorten derselben Spiessglanz beygemischt worden sey? Aus welchen Absichten konnte das geschehen? Hannoversches Magazin 1806. St. 64.
- Ueber die Anpflanzung der Obstbäumen an Strassen und auf Weideplätzen. Hannoversches Magazin 1807. St. 43–46.
- Wohlfeile wasserdichte Schuhe ohne Leder zu verfertigen. Hannoversches Magazin 1808. St. 19.
- Ueber das Erdeessen der Menschen. Hannoversches Magazin 1809. St. 26.27.
- Wohlfeile und sichere Art, kleine thierische Körper, die in Weingeist aufbewahrt werden sollen, zu versenden. Hannoversches Magazin St. 52.
- Ein erprobtes neues Mittel, die Pferde vor Fliegenstichen zu schützen. Hannoversches Magazin St. 75
- Ueber sogenannte Geistererscheinung und Geisterseherey aus eigner Erfahrung. In: Hannoversches Magazin 1809, St. 15–18.
- Blüthenstaubregen oder vermeinter Schwefelregen in und um Göttingen. In: Hannoversches Magazin  1811. St. 22.
- Ueber den innern Bauchbruch der Zugochsen. In: Hannoversches Magazin St. 31.
- Einige Nachrichten von dem Leben des Freyherrn Christian Heinrich von Palm. In: Hannoversches Magazin, Heft 63–66, 1819, Sp. 993–1046.
- Krankheitsgeschichte eines jungen Mannes, der zwey Jahre lang an seiner linken Seite krank war. In: Abhandlungen der Erlanger Societ. B. 1.